# Тобай
Тобай (нім. Tobaj) — громада на сході Австрії у федеральній землі Бургенланд. Входить до складу округу Гюссінг. Населення — 1423 осіб (станом на 1 січня 2016 року). Займає площу 58,1 км².

## Історія
Поселення вперше згадується у 1428 році як Тобаад. Як і весь Бургенланд, місто до 1920 року належало Угорщині. Після закінчення Першої світової війни місто відійшло до новоствореної республіки Бургенланд. У 1922 Бургенланд став частиною Австрії.